# Саксаульська
Саксаульська — вантажна станція третього класу Кзил-Ординської дирекції Казахстанської залізниці. Розташована в селі Саксаульському Аральського району Кизилординської області. 1 жовтня 2014 року відкрито рух на дільниці Жезказган — Саксаульська (частина залізниці Жезказган — Бейнеу), таким чином станція стала вузловою.
Від станції відходять лінії:
- на Туркестан (786 км);
- на Шалкар (165 км);
- на Жезказган (548 км).

Станція відкрита в 1905 році.